# Rotonde Sainte-Croix de Prague
La rotonde Sainte-Croix ou rotonde de la Sainte-Croix retrouvée, traditionnellement appelée aussi église de la Sainte-Croix Mineure pour la distinguer de l'église de la Sainte-Croix Supérieure dans le défunt monastère de Cyriate, est une rotonde romane située dans la Vieille Ville de Prague. Son origine remonte à 1125. Elle est l'une des trois rotondes romanes subsistant à Prague, et à ce titre est inscrite au titre des monuments culturels de la République tchèque.  

## Histoire

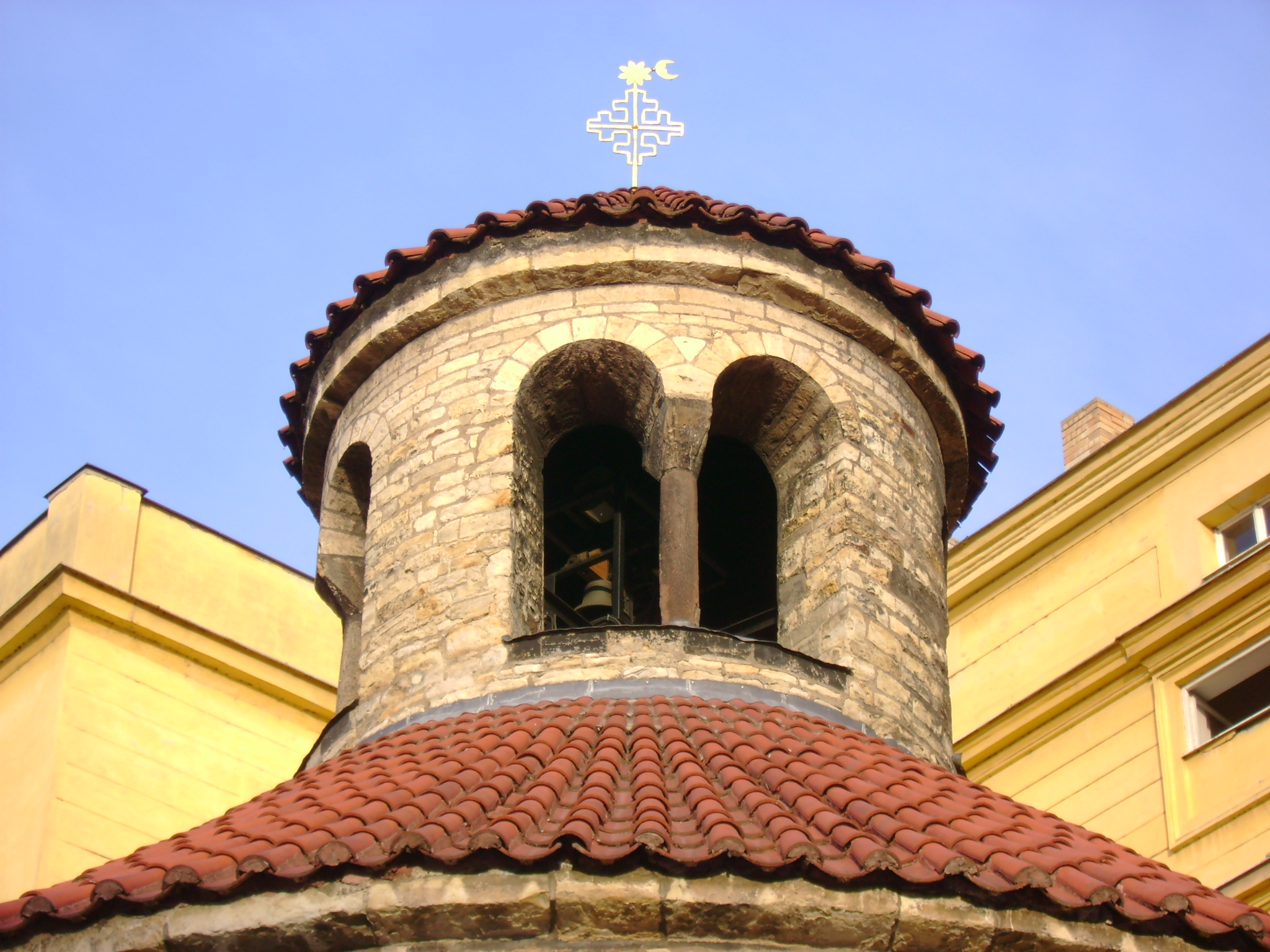
Lanternon

La première mention écrite date de 1365, lorsque la rotonde était une église paroissiale, mais le bâtiment est beaucoup plus ancien. Il a été construit sur une importante route commerciale menant de Vyšehrad et traversant la Vltava.  
En 1625, la rotonde alla aux Dominicains du monastère de la vieille ville St Gilles. En 1784, sous le règne de Joseph II elle était toujours un sanctuaire dans le cadre des réformes ecclésiastiques du Joséphisme. La chapelle est devenue un entrepôt vers 1860, le monument menaçant de céder la place à la construction d'une nouvelle maison. L'initiative de Ferdinand Břetislav Mikovec et du peintre tchèque Josef Mánes a été soutenue par l'Umělecká beseda et le monument a été sauvé. La rotonde a été rachetée par le conseil municipal et l'architecte Ignác Ullmann s'est engagé à rénover l'extérieur du bâtiment sans aucune rémunération. Ullmann a également conçu un autel décoré par le peintre Jan Popelík. 
Au cours de la reconstruction, des restes du sol en brique d'origine et des parties des pierres tombales du XIIIe siècle ont été découverts sous le pavé. On y a même découvert un denier représentant le prince Jaromir datant de l'an 1012.
Actuellement, la rotonde est utilisée par l’Église vieille-catholique et relève de la paroisse vieille-catholique de Prague. Elle est un lieu de culte régulier. 

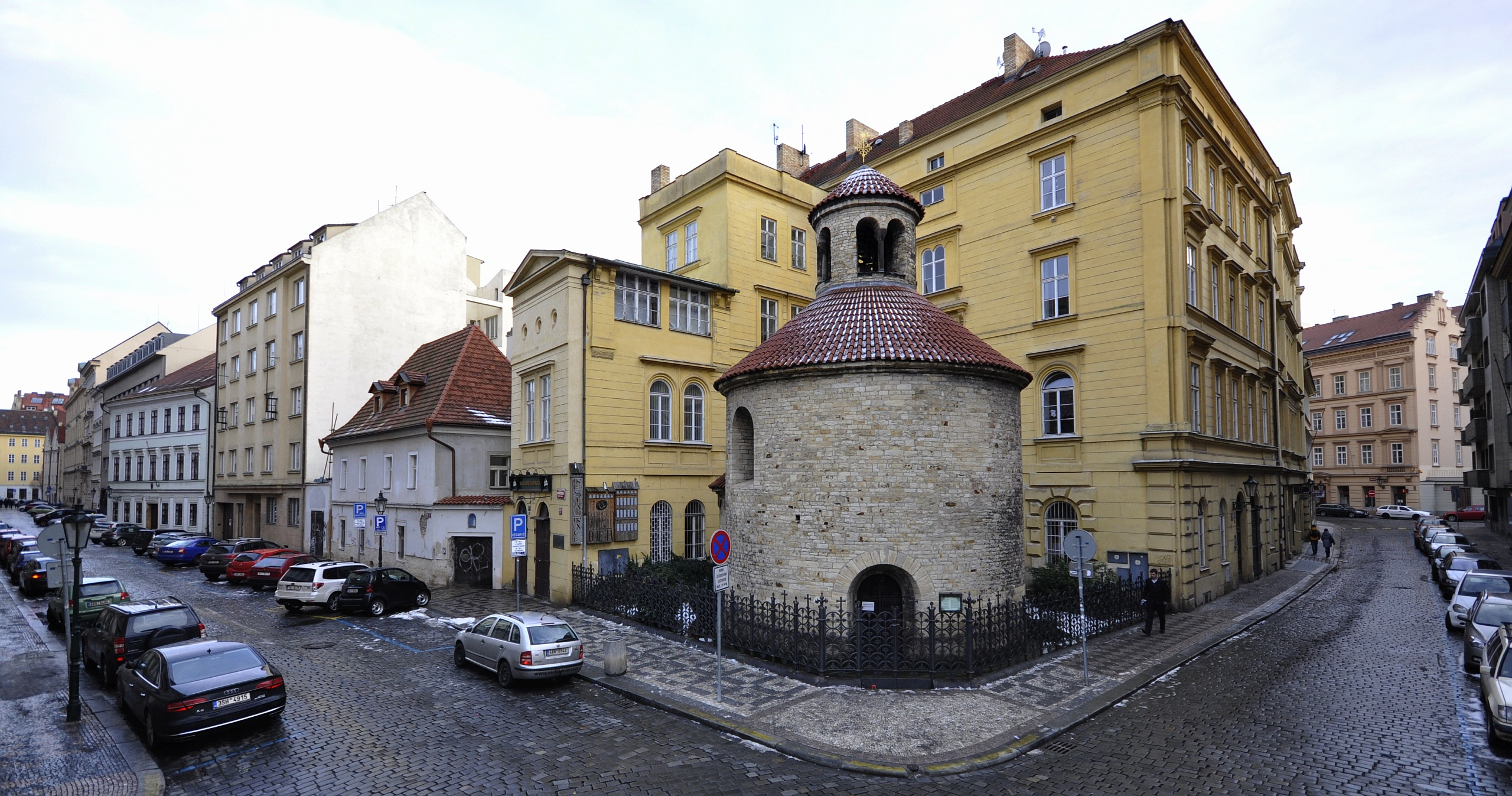
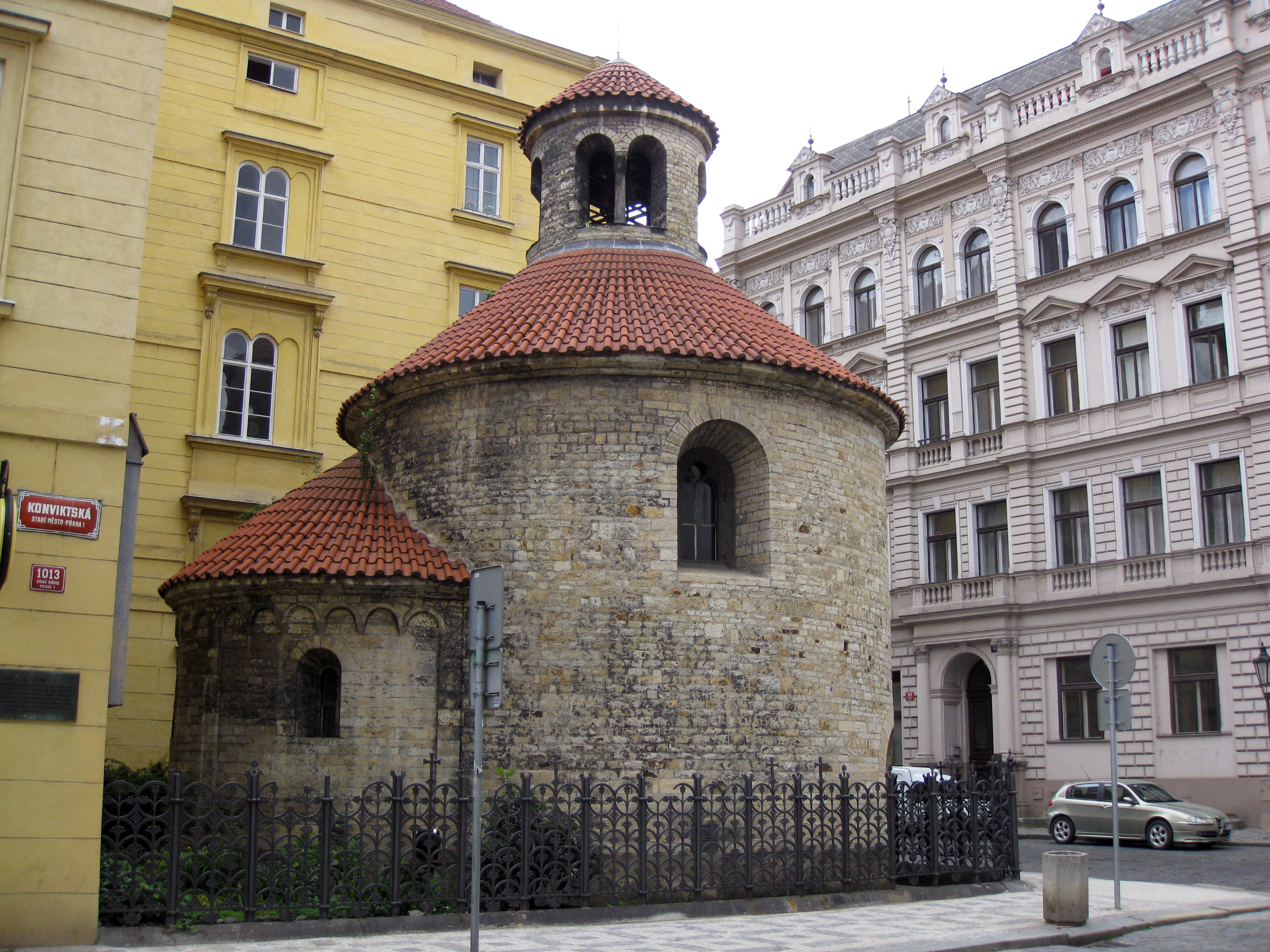
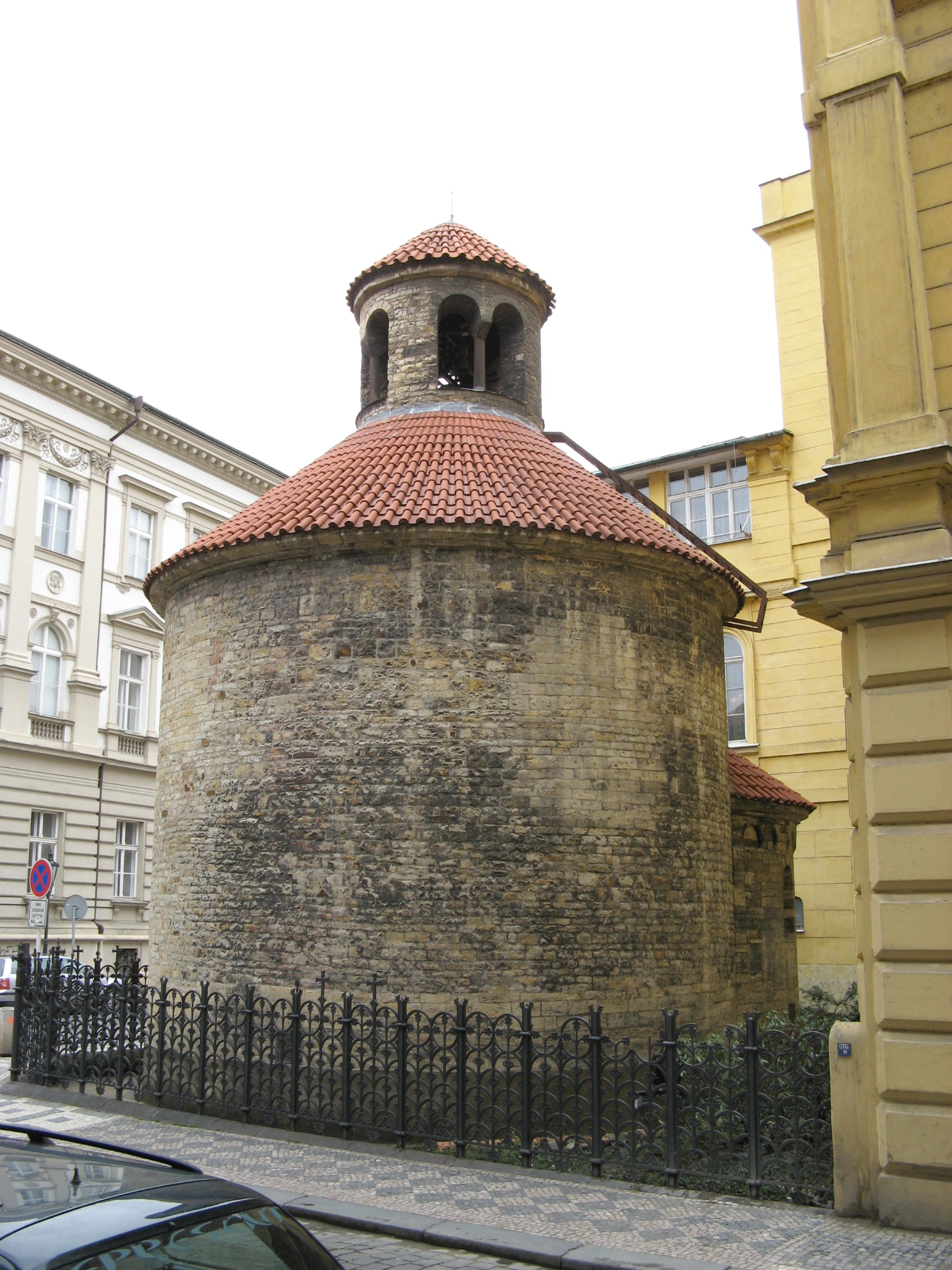

## Architecture

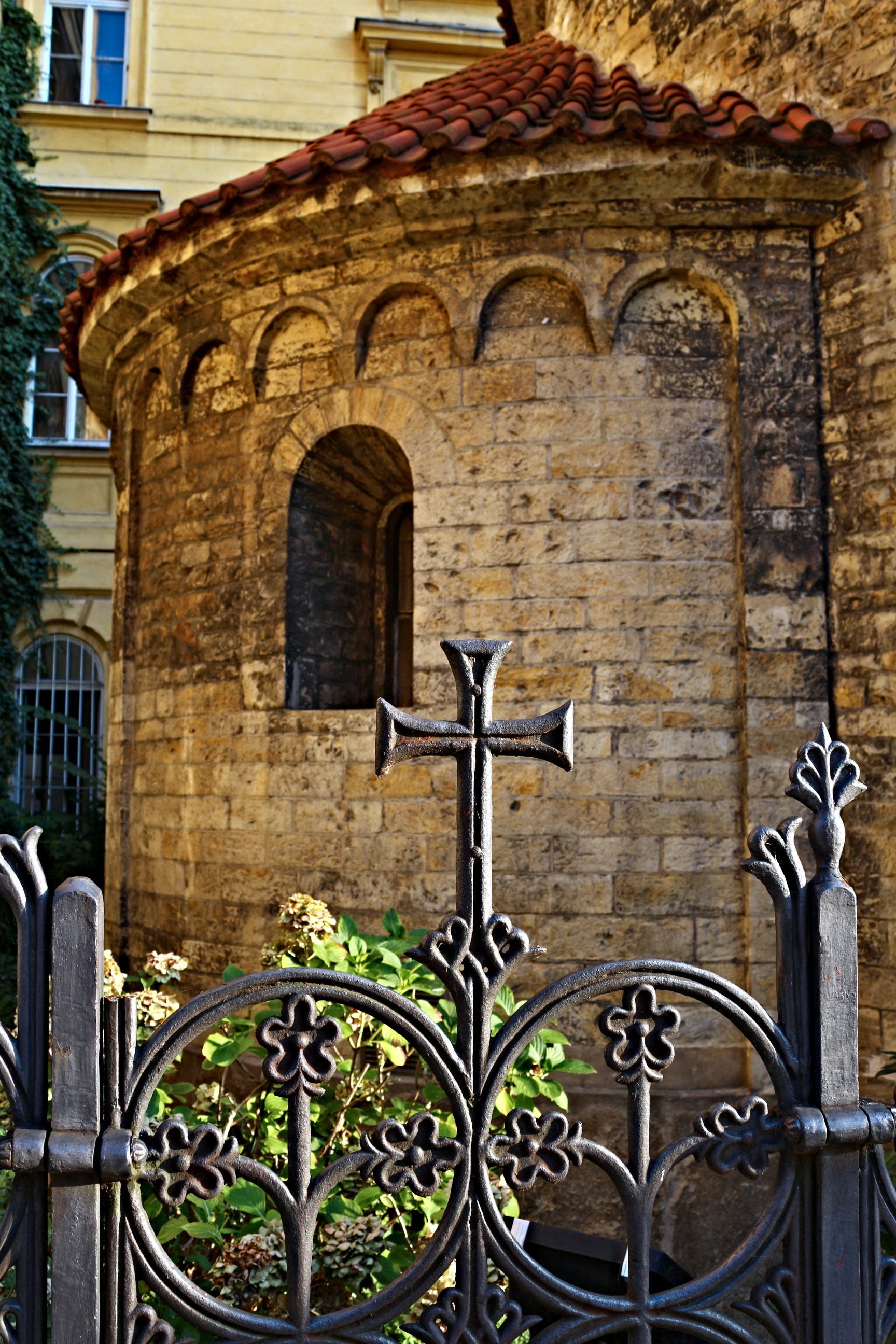
Abside de la rotonde.

Il s'agit d'un petit bâtiment simple composé de petits blocs de pierre disposés de façon semi circulaire, coiffé d’un dôme avec  lanterne, comportant une abside semi-circulaire du côté est. L'abside est ornée d'une frise courbe. Sur le toit se trouve une lanterne avec des fenêtres romanes, surmontée d’une croix dorée avec un croissant et une étoile à huit branches. 
Une clôture décorative néo-romane en fonte sépare le terrain sur lequel se trouve la rotonde de la rue. Les restes de peintures murales gothiques du XIVe siècle ont été restaurés par František Sequens. Au-dessus du presbytère, il y a une peinture de l' Annonciation du Seigneur de 1870 par Petr Maixner.

## Légende
- Selon la légende, la rotonde se trouve sur le site d'un étang dans lequel une jeune fille crucifiée a été jetée et a accepté le christianisme contre la volonté de ses parents. Au cours d'une tempête nocturne, la croix est apparue comme un signe de Dieu et érigée au-dessus de l'étang. Lors de la réparation des fondations de la rotonde, on a retrouvé une grande croix pourrie.